# To byl Jiří Šlitr
To byl Jiří Šlitr (1999) je album připomínající tvorbu Jiřího Šlitra, jedno z alb vydaných ke čtyřicátému výročí Semaforu. Vydal jej B&M Music. Obsahuje 26 písniček nebo monologů v podání Jiřího Šlitra ze dvou her – Recital 64 (skladby 2–10) a Ďábel z Vinohrad (skladby 11–26).
Hudbu složil Jiří Šlitr, texty písniček i monologů napsal Jiří Suchý. Výjimkou je píseň č. 9 Len túto noc, která je anonymním dílem, píseň č. 25 Nikdo nic nikdy nemá (Jaroslav Ježek / Jiří Voskovec a Jan Werich) a ruský text písně Tulipán, který složil Jiří Krampol.
Sleeve-note napsal Zdenek Seydl.

## Písničky
1. Klokočí (instrumentální verze)
2. Zlatý slavík
3. Študent s rudýma ušima
4. Pramínek vlasů
5. Oči sněhem zaváté
6. Peruánec
7. Zvuky slovenského pralesa
8. Big Bad John
9. Len túto noc
10. Tulipán – ruská verze
11. Slavná obhajoba
12. Tragédie s máslem
13. Co jsem měl dnes k obědu
14. Já mám doma medvěda
15. Tři tety
16. Šnečí fox
17. Ďábel z Vinohrad
18. Jak se zachovat v případě požáru
19. Slečna Mici
20. O povodni
21. Akvarium
22. Zemětřesení
23. O válce
24. Voják
25. Nikdo nic nikdy nemá
26. Jak se zbavit dámy

## Nahráli
- skupina Milana Dvořáka (1)
- Orchestr divadla Semafor řídí Jiří Bažant (2–10)
- Orchestr divadla Semafor řídí Rudolf Rokl (11–26)

Zpívá a hovoří Jiří Šlitr.